# 小行星7199
小行星7199（7199 Brianza）是一颗绕太阳运转的小行星，为主小行星带小行星。该小行星于1994年3月28日发现。

## 轨道参数
小行星7199的轨道半长轴为2.8859264 UA，离心率为0.078。